# Englische Frauen-Cricket-Nationalmannschaft in Südafrika in der Saison 2024/25
Die Tour der englischen Cricket-Nationalmannschaft nach Südafrika in der Saison 2024/25 fand vom 24. November bis zum 17. Dezember 2024 statt. Die internationale Cricket-Tour war Bestandteil der Internationalen Cricket-Saison 2024/25 und umfasste einen WTests, drei WODIs und drei WTwenty20s. Die WODIs waren Teil der ICC Women’s Championship 2022–2025. England gewann die WTwenty20-Serie mit 3–0 die WODI-Serie mit 2–1 und die WTest-Serie mit 1–0.

## Vorgeschichte
Beide Mannschaften spielten zuvor beim ICC Women’s T20 World Cup 2024, wobei England in der Vorrunde ausschied und Südafrika das Finale erreichte. Das letzte Aufeinandertreffen der beiden Mannschaften bei einer Tour fand in der Saison 2022 in England statt.

## Stadien
Die folgenden Stadien wurden für die Tour als Austragungsort vorgesehen und am 3. Mai 2024 bekanntgegeben.
| Stadion                  | Stadt         | Kapazität | Spiele   |
| ------------------------ | ------------- | --------- | -------- |
| Willowmoore Park         | Benoni        | 20.000    | 2. WT20  |
| Chevrolet Park           | Bloemfontein  | 20.000    | 1. WTest |
| Centurion Park           | Centurion     | 22.000    | 3. WT20  |
| Sahara Stadium Kingsmead | Durban        | 25.000    | 2. WODI  |
| Buffalo Park             | East London   | 20.000    | 1. WT20  |
| De Beers Diamond Oval    | Kimberley     | 11.000    | 1. WODI  |
| Senwes Park              | Potchefstroom | 18.000    | 3. WODI  |

## Kaderlisten
England benannte seine Kader am 8. November 2024.
Südafrika benannte seine WODI- und WTwenty20-Kader am 11. November und seinen WTest-Kader am 10. Dezember 2024.
| WTest | WTest | WODI | WODI | WTwenty20 | WTwenty20 |
| Südafrika | England | Südafrika | England | Südafrika | England |
| --- | --- | --- | --- | --- | --- |
| - Laura Wolvaardt (K) - Anneke Bosch - Tazmin Brits - Nadine de Klerk - Annerie Dercksen - Mieke de Ridder (wk) - Lara Goodall - Ayanda Hlubi - Sinalo Jafta (wk) - Marizanne Kapp - Masabata Klaas - Suné Luus - Nonkululeko Mlaba - Tumi Sekhukhune - Chloe Tryon | - Heather Knight (K) - Tammy Beaumont (wk) - Lauren Bell - Maia Bouchier - Kate Cross - Charlie Dean - Sophia Dunkley - Sophie Ecclestone - Lauren Filer - Amy Jones (wk) - Freya Kemp - Natalie Sciver-Brunt - Danni Wyatt-Hodge | - Laura Wolvaardt (K) - Anneke Bosch - Tazmin Brits - Nadine de Klerk - Annerie Dercksen - Ayanda Hlubi - Sinalo Jafta (wk) - Suné Luus - Eliz-Mari Marx - Nonkululeko Mlaba - Tumi Sekhukhune - Nondumiso Shangase - Chloe Tryon - Marizanne Kapp - Faye Tunnicliffe (wk) | - Heather Knight (K) - Tammy Beaumont (wk) - Lauren Bell - Maia Bouchier - Alice Capsey - Kate Cross - Charlie Dean - Sophia Dunkley - Sophie Ecclestone - Lauren Filer - Sarah Glenn - Amy Jones (wk) - Freya Kemp - Natalie Sciver-Brunt - Danni Wyatt-Hodge | - Laura Wolvaardt (K) - Anneke Bosch - Tazmin Brits - Nadine de Klerk - Annerie Dercksen - Mieke de Ridder (wk) - Lara Goodall - Ayanda Hlubi - Sinalo Jafta (wk) - Ayabonga Khaka - Masabata Klaas - Suné Luus - Nonkululeko Mlaba - Chloe Tryon | - Heather Knight (K) - Lauren Bell - Maia Bouchier - Charlie Dean - Sophia Dunkley - Sophie Ecclestone - Lauren Filer - Sarah Glenn - Bess Heath (wk) - Amy Jones (wk) - Freya Kemp - Paige Scholfield - Natalie Sciver-Brunt - Linsey Smith - Danni Wyatt-Hodge |

## Women’s Twenty20 Internationals

### Erstes WTwenty20 in East London
| 24. November Scorecard | East London | Südafrika 142-5 (20)          | – | England 143-6 (19.2) |
|                        |             | England gewinnt mit 4 Wickets |   |                      |

England gewann den Münzwurf und entschied sich als Feldmannschaft zu beginnen. Als Spielerin des Spiels wurde Natalie Sciver-Brunt ausgezeichnet.

### Zweites WTwenty20 in Benoni
| 27. November Scorecard | Benoni | England 204-4 (20)          | – | Südafrika 168-6 (20) |
|                        |        | England gewinnt mit 36 Runs |   |                      |

England gewann den Münzwurf und entschied sich als Feldmannschaft zu beginnen. Als Spielerin des Spiels wurde Sarlah Glenn ausgezeichnet.

### Drittes WTwenty20 in Centurion
| 30. November Scorecard | Centurion | Südafrika 124 (20)            | – | England 128-1 (11.3) |
|                        |           | England gewinnt mit 9 Wickets |   |                      |

England gewann den Münzwurf und entschied sich als Feldmannschaft zu beginnen. Als Spielerin des Spiels wurde Charlie Dean ausgezeichnet.

## Women’s One-Day Internationals

### Erstes WODI in Kimberley
| 4. Dezember Scorecard | Kimberley | England 186 (38.4)              | – | Südafrika 189-4 (38.2) |
|                       |           | Südafrika gewinnt mit 6 Wickets |   |                        |

England gewann den Münzwurf und entschied sich als Schlagmannschaft zu beginnen. Als Spielerin des Spiels wurde Marizanne Kapp ausgezeichnet.

### Zweites WODI in Durban
| 8. Dezember Scorecard | Durban | Südafrika 135 (31.3)          | – | England 137-4 (24) |
|                       |        | England gewinnt mit 6 Wickets |   |                    |

England gewann den Münzwurf und entschied sich als Feldmannschaft zu beginnen. Als Spielerin des Spiels wurde Charlie Dean ausgezeichnet.

### Drittes WODI in Potchefstroom
| 11. Dezember Scorecard | Potchefstroom | Südafrika 233-8 (50)                       | – | England 153-4 (19/23) |
|                        |               | England gewinnt mit 6 Wickets (D/L method) |   |                       |

England gewann den Münzwurf und entschied sich als Feldmannschaft zu beginnen. Als Spielerin des Spiels wurde Tammy Beaumont ausgezeichnet.

## WTest in Bloemfontein
| 15. – 17. Dezember Scorecard | Bloemfontein | England 395-9d (92) & 236 (74.1) | – | Südafrika 281 (88.4) & 64 (19.4) |
|                              |              | England gewinnt mit 286 Runs     |   |                                  |

England gewann den Münzwurf und entschied sich als Schlagmannschaft zu beginnen. Für sie bildeten die Eröffnungs-Batterinnen Tammy Beaumont und Maia Bouchier eine Partnerschaft. Beaumont erreichte 21 Run und die ihr folgende Heather Knight 20 Runs. Daraufhin formte Bouchier eine Partnerschaft zusammen mit Natalie Sciver-Brunt. Bouchier verlor ihr Wicket nach einem Century über 126 Runs aus 154 Bällen und die ihr nachfolgenden Danni Wyatt-Hodge erreichte 12 Runs. Als Amy Jones aufs Feld kam, schied auch Sciver-Brunt nach einem Century über 128 Runs aus 145 Bällen aus. Jones gelangen 39 Runs und die hineinkommende Sophie Ecclestone verlor dann das Wicket des Innings nach 21 Runs. Daraufhin deklarierte England das Innings nach 395 Runs. Beste südafrikanische Bowlerin war Nonkululeko Mlaba mit 4 Wickets für 90 Runs. Für Südafrika etablierte sich die Eröffnungs-Batterin Laura Wolvaardt und der Tag endete beim Stand von 17/0. Am zweiten Tag kam Annerie Dercksen ins Spiel und erreichte 41 Runs. Sie wurde gefolgt von Suné Luus und Wolvaardt schied nach einem Fifty über 65 Runs aus. Sie wurde gefolgt durch Marizanne Kapp, der 57 Runs gelangen. Nachdem Chloe Tryon aufs Feld gekommen war, verlor auch Luus ihr Wicket nach einem Fifty über 56 Runs. Tryon erreichte 20 Runs und als ds letzte Wicket des innings fiel, hatte Südafrika einen Rückstand von 114 Runs nach dem ersten Innings. Beste englische Bowlerin war Lauren Bell mit 4 Wickets für 49 Runs. In ihrem zweiten Innings formte Eröffnungs-Batterin Tammy Beaumont zusammen mit der dritten Schlagfrau Heather Knight eine Partnerschaft, die den Tag beim Stand von 31/1 beendete. Am dritten Spieltag schied Beaumont nach 12 Runs aus und daraufhin folgte Natalie Sciver-Brunt mit 37, Danni Wyatt-Hodge mit 23 und Amy Jones nach 24 Runs. Die darauf folgende Sophie Ecclestone steuerte 16 weitere Runs bei, bevor auch Knight nach einem Fifty über 90 Runs ausschied. Kurz darauf fiel das letzte Wicket und die Vorgabe wurde auf 351 Runs festgelegt. Beste südafrikanische Bowlerin war Nonkululeko Mlaba mit 6 Wickets für 67 Runs. Südafrika verlor in seinem zweiten Innings früh vier Wickets, bevor Marizanne Kapp ins Spiel kam. Sie erreichte 21 Runs und die darauf folgende Nonkululeko Mlaba verlor dann das letzte Wicket des Spiels nach 14 Runs, womit die Niederlage feststand. Beste englische Bowlerin war Lauren Bell mit 4 Wickets für 27 Runs, die insgesamt als Spielerin des Spiels ausgezeichnet wurde.

## Auszeichnungen

### Player of the Series
Als Player of the Series wurden die folgenden Spielerinnen ausgezeichnet.
| Serie | Player of the Series |
| ----- | -------------------- |
| WODI  | Charlie Dean         |
| WT20  | Natalie Sciver-Brunt |

### Player of the Match
Als Player of the Match wurden die folgenden Spielerinnen ausgezeichnet.
| Spiel    | Player of the Match  |
| -------- | -------------------- |
| 1. WTest | Lauren Bell          |
| 1. WODI  | Marizanne Kapp       |
| 2. WODI  | Charlie Dean         |
| 3. WODI  | Tammy Beaumont       |
| 1. WT20  | Natalie Sciver-Brunt |
| 2. WT20  | Sarah Glenn          |
| 3. WT20  | Charlie Dean         |